# ダンカン (DD-46)
|          |                                    |
| 艦歴     |                                    |
| 発注     |                                    |
| 起工     | 1912年6月17日                      |
| 進水     | 1913年4月5日                       |
| 就役     | 1913年8月30日                      |
| 退役     | 1921年8月9日                       |
| その後   | 1935年3月8日にスクラップとして売却 |
| 除籍     | 1935年3月8日                       |
| 性能諸元 |                                    |
| 排水量   | 1,014トン                          |
| 全長     | 305 ft 3 in (93 m)                 |
| 全幅     | 31 ft 1 in (9.5 m)                 |
| 吃水     | 9 ft 3 in (2.8 m)                  |
| 機関     |                                    |
| 最大速   | 29ノット (54 km/h)                 |
| 乗員     | 士官、兵員97名                     |
| 兵装     | 4インチ砲4門 18インチ魚雷発射管8門 |

ダンカン (USS Duncan, DD-46) は、アメリカ海軍の駆逐艦。カッシン級駆逐艦の1隻。艦名はサイラス・ダンカンに因む。

## 艦歴
ダンカンは1912年6月17日にマサチューセッツ州クインシーのフォアリバー造船所で起工する。1913年4月5日にD・クラークによって進水し、1913年8月30日に艦長C・E・コートニー少佐の指揮下就役する。
就役後は東海岸沿いおよびカリブ海で砲術訓練、演習を行い、1914年10月24日にマサチューセッツ州ボストンで予備役となる。1916年1月22日に再就役し、ハンプトン・ローズおよびロードアイランド州ニューポート沖で中立パトロールを行い、カリブ海で演習、艦隊行動における戦艦の護衛を行い、ヨーク川河口の防衛任務に従事した。1917年9月8日から30日までイギリス向け船団の護衛任務に従事した。
10月30日、ダンカンはニューヨークを出航しフランスのブレストに向かう船団を護衛、11月15日にはアイルランドのクイーンズタウンに到着し、アイリッシュ海で船団護衛および敵潜水艦の探索を行った。1918年7月17日、ノルウェーのバーク、ミーフィールド (Miefield) の生存者が乗るボートを救助した。10月9日、ショー (USS Shaw, DD-68) が客船アキタニア (RMS Aquitania) と衝突、ダンカンはショーの乗員84名を救助した。そのうち12名は負傷し、ショーの残る乗員は操艦し、自力でポートランド島に入港した。
戦後はヨーロッパ海域に留まり、1918年12月13日にはフランスのブレストで開催されるヴェルサイユ会議に向かうウッドロウ・ウィルソン大統領を乗せた輸送船ジョージ・ワシントン (SS George Washington) の護衛に加わった。ダンカンは12月26日にクイーンズタウンを出港、アゾレス諸島、バミューダを経由して1919年1月12日にバージニア州ノーフォークに到着した。カリブ海および東海岸での5ヶ月間の任務の後、1919年5月31日にノーフォークで通常任務に就く。1920年1月1日に限定就役状態となり、8月1日に予備役となる。1921年1月1日に通常の半分の乗員数で作戦活動に就き、8月9日に退役した。ダンカンは1935年3月8日にロンドン海軍軍縮条約に従ってスクラップとして廃棄された。